# Artista di strada

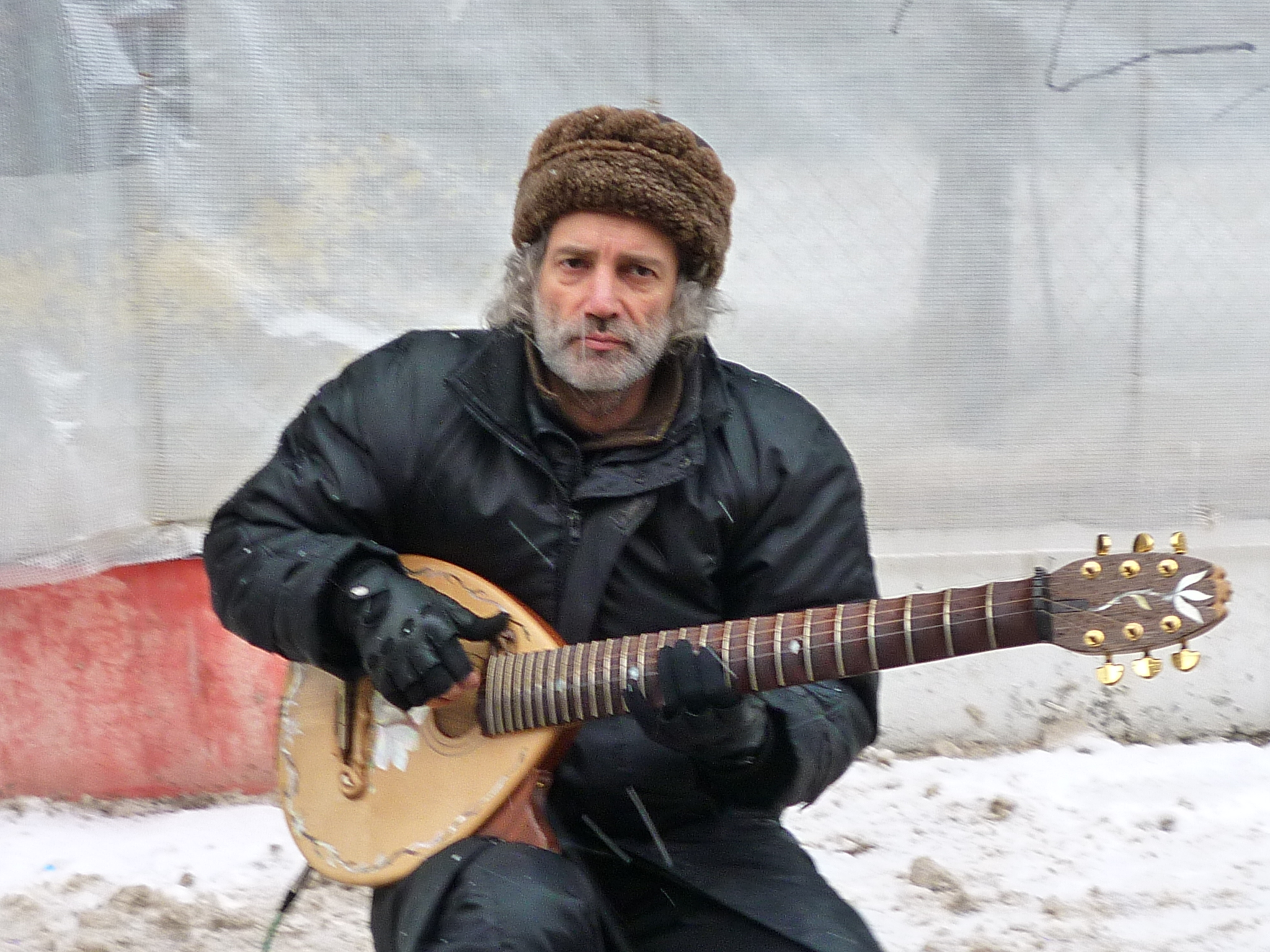
Artista di strada sulla vecchia via Arbat di Mosca

Un artista di strada si esibisce in luoghi pubblici (piazze, zone pedonali, strade) gratuitamente o richiedendo una piccola offerta. Le esibizioni sono molto varie e l'unica costante è quella di offrire al pubblico uno spettacolo d'intrattenimento. A titolo esemplificativo, si possono individuare spettacoli di giocoleria, musicali, clown, mimo (con le statue viventi), arte circense, cantastorie, mangia-fuochi, trampolieri.
Oggigiorno, con l'industria dell'intrattenimento che indirizza verso forme più istituzionalizzate di svago, prodotte con grandi mezzi e tecnologie anche molto sofisticate, gli artisti di strada sono molto più rari di un tempo, quando non vi erano radio o televisione e gli spettacoli di strada costituivano un'attrattiva immancabile in ogni festività.

## La normativa

### Nel diritto romano
La prima legge che regolava gli artisti di strada la troviamo nell'antica Roma nel 462 a.C..
Le leggi delle dodici tavole prevedevano, come forma di reato, eseguire in pubblico parodie o canti diffamatori nei confronti di qualcuno. La sanzione era la morte.

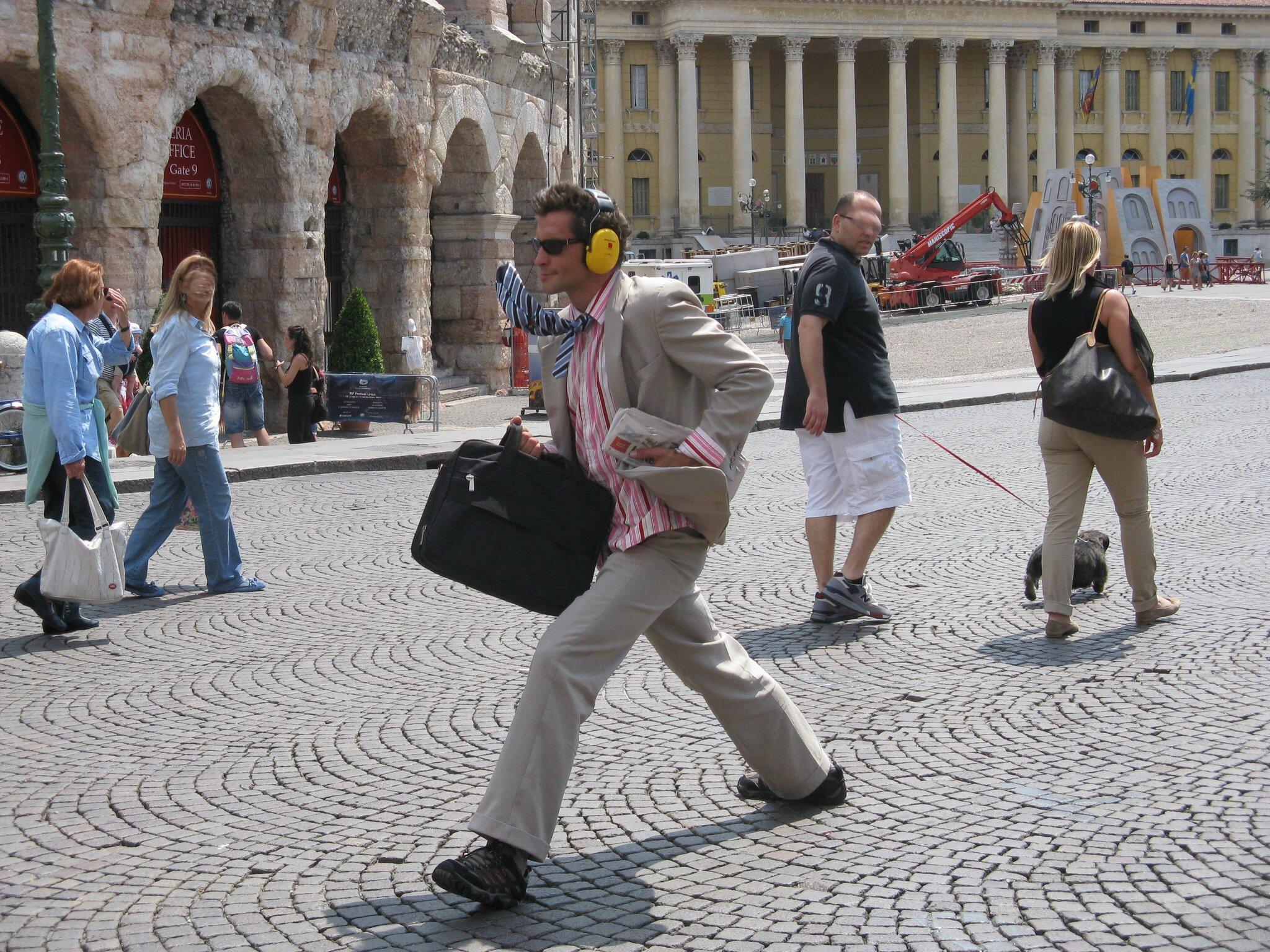
Una statua vivente raffigurante un impiegato in corsa contro il tempo (Verona)

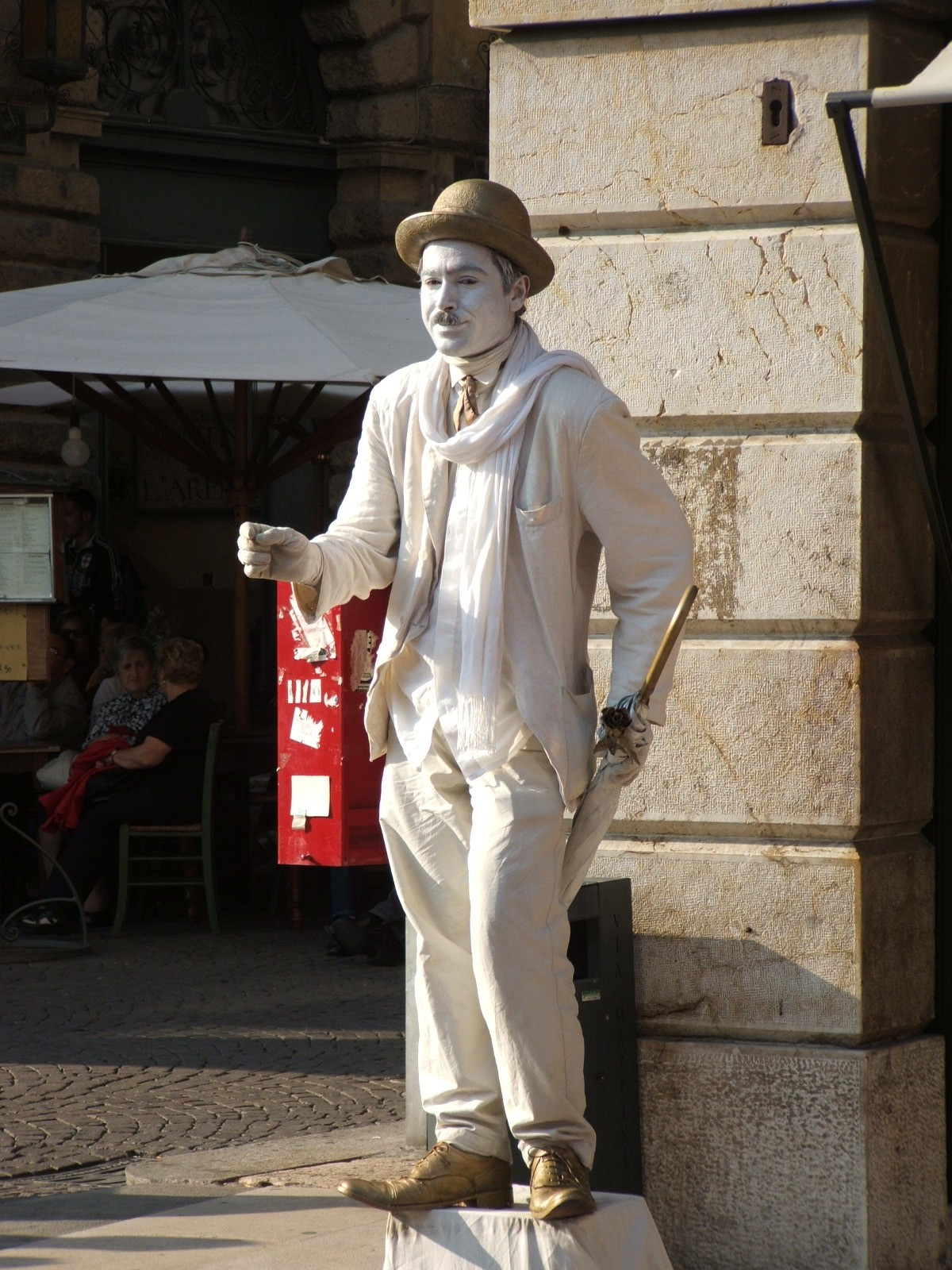
Una statua vivente in veste di Charlot sul Listòn di Verona

### Negli Stati Uniti d'America
Negli Stati Uniti e nell'Unione europea la tutela garantita alla libertà di parola è estesa alle forme artistiche proposte da tali artisti. Negli Stati Uniti i luoghi tipici per manifestazioni di tal genere sono i parchi, le piazze, i marciapiedi.

### Nel Regno Unito
Nel Regno Unito alcune città regolano, attraverso una specifica normativa, l'attività degli artisti di strada. In alcuni casi vi è l'obbligo di prendere una licenza, dietro un'audizione. In altri casi è sufficiente la richiesta di un permesso unicamente nel caso di amplificatori o vi è il divieto di superare determinati limiti di volume. È generalmente riconosciuto il divieto di protrarre tali manifestazioni artistiche oltre una certa ora. Vi è un divieto di eseguire spettacoli che possano offendere la morale pubblica e che, in alcuni casi, possono comportare la consumazione di illeciti anche di natura penale.

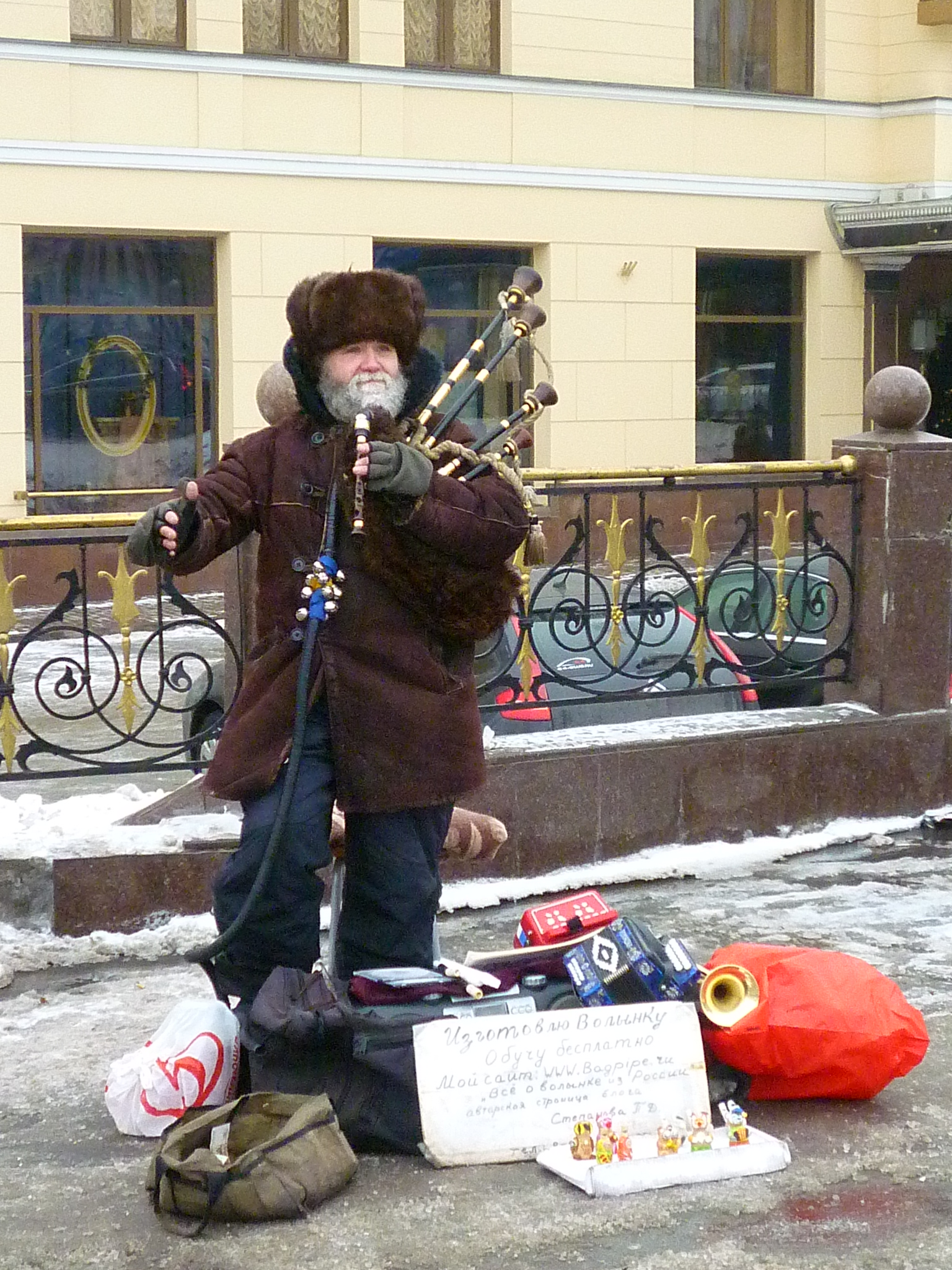
Artista di strada a Mosca (Russia)

Per quanto riguarda l'Italia, l'abrogazione nel 2001 dell'articolo 121 del TULPS, che disciplinava l'esercizio di tale attività attraverso l'iscrizione degli artisti di strada in appositi albi presso il loro comune di residenza, ha di fatto creato un vuoto legislativo. Ora ogni amministrazione comunale riempie come meglio crede tale vuoto legislativo: si va dall'assoluto divieto all'adozione di specifica delibera. Il panorama giuridico, pertanto, è variegato e frammentato.

### In Italia
In Italia, la prima delibera in una grande città venne approvata a Roma nel 2000 e, nel corso della presentazione del provvedimento, è intervenuto a prendere la parola anche Dario Fo, al tempo da poco insignito del premio Nobel. Nello stesso anno, il regista Wladimir Tcherkoff realizzò per la RSI un film documentario sulla situazione dell'arte di strada romana dopo la delibera, dal titolo La strada come palcoscenico. Nel decennio successivo, a causa della massiccia immigrazione, il quadro sociale degli artisti di strada a Roma mutò profondamente rendendo necessario un aggiornamento del regolamento; è stata quindi realizzata una nuova delibera nel 2012, ma questa è stata contestata dal movimento "Strada Libera Tutti" formato dagli artisti di strada romani, che ha fatto ricorso al TAR ottenendo l'abrogazione dei due articoli in cui, indipendentemente dall'uso che ne veniva fatto, si vietava l'uso di amplificazioni di qualsiasi tipo e di strumenti a fiato e a percussioni di qualsiasi genere.
A Milano, nel 2012, ha approvato il più avanzato regolamento ad ora esistente in Italia, attraverso il sistema delle turnazioni, una mappatura di oltre 250 luoghi dove esibirsi e soprattutto l'introduzione della prima piattaforma online dove è possibile registrarsi, iscriversi e monitorare tutte le esibizioni in tempo reale. Attraverso il regolamento e la piattaforma Milano è stata proclamata da una ricerca internazionale la terza miglior città al mondo per il supporto all'arte di strada. Questo sistema è stato però contestato, in quanto secondo alcuni il software che gestisce la prenotazione delle postazioni di spettacolo ha un funzionamento che penalizza fortemente la qualità della proposta artistica, incoraggiando l'esibizione di figure non professionali.
A livello regionale solo il Piemonte e la Puglia hanno redatto un'apposita legge regionale per promuovere e valorizzare l'arte di strada.

## Esibizioni di celebrità come artisti di strada

Lucio Dalla al Ferrara Buskers Festival nel 1989

Si conoscono casi di artisti affermati che in varie occasioni hanno deciso di improvvisarsi artisti di strada, talvolta camuffandosi per non farsi riconoscere.
- Lucio Dalla partecipò al Ferrara Buskers Festival nel 1989, duettando con Jimmy Villotti[12].
- Sting si camuffò da busker e guadagnò 40 sterline in offerte. Si mise un cappello che gli nascondeva buona parte del viso. Fu riconosciuto da una signora che si fermò ad ascoltarlo, ma un'altra spettatrice le contestò il fatto che Sting era un multimiliardario e non avrebbe mai fatto una cosa del genere.[13]
- Il violinista Joshua Bell suonò nella metropolitana di Washington, in incognito, nel gennaio del 2007. Guadagnò 32 dollari, di cui 20 donati da una coppia di passanti che lo riconobbe. Tale esibizione venne eseguita con un violino Stradivari.[14]
- Jon Bon Jovi si esibì come busker al Covent Garden di Londra.[15]

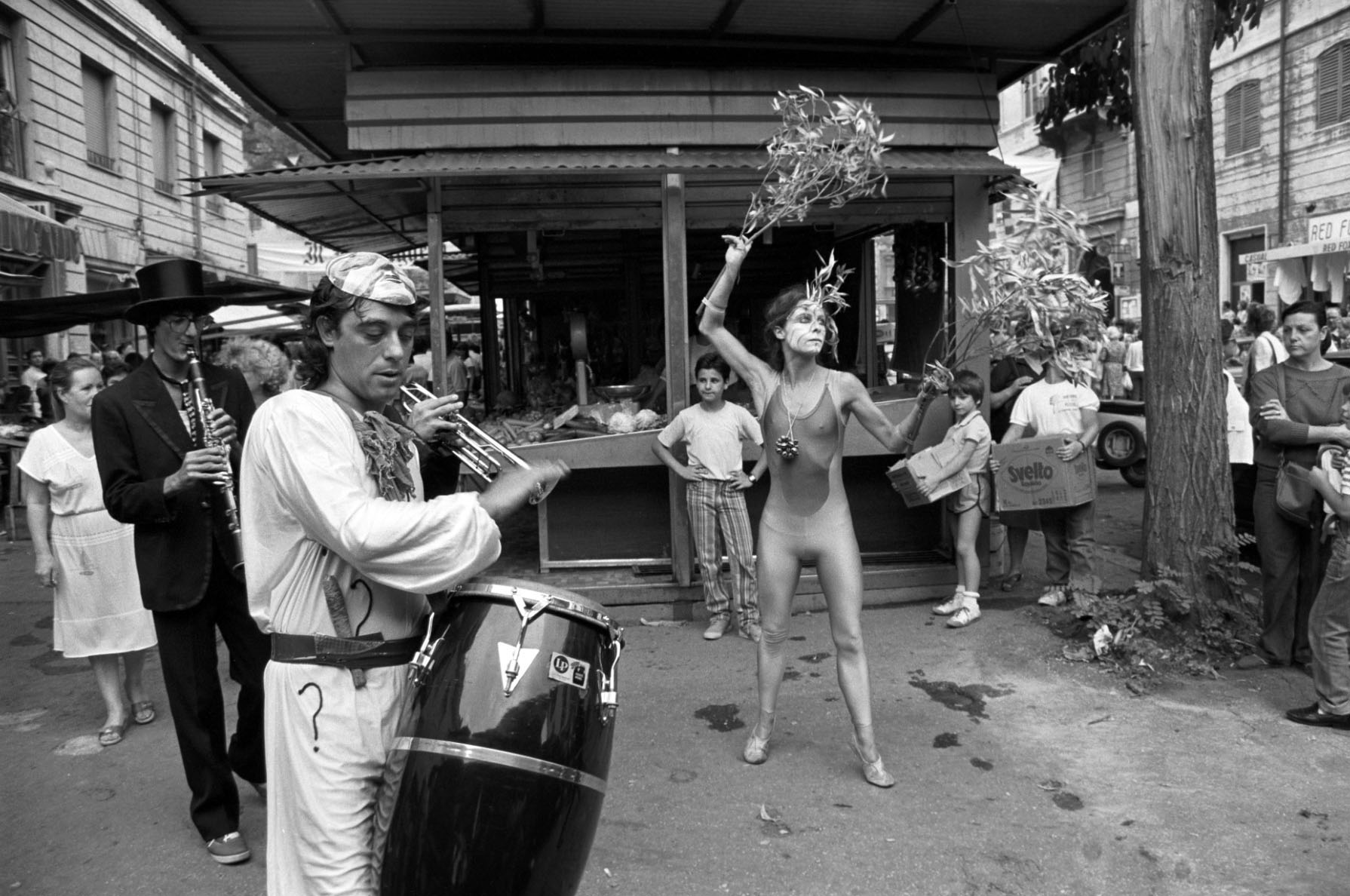
Artisti di strada Roma 1986

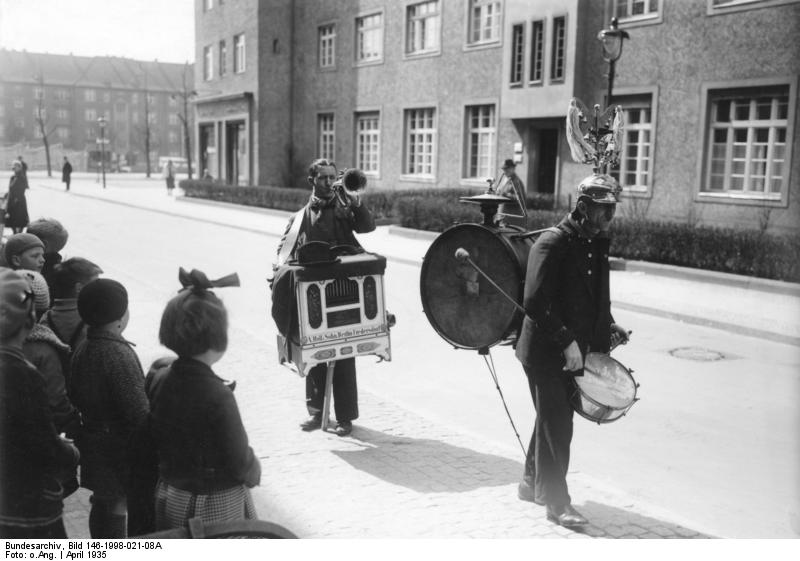
Musicisti di strada a Berlino (aprile del 1935)

- Nel 1993 Biagio Antonacci si esibì in incognito nella stazione centrale di Milano. È stato sul punto di essere cacciato dai Carabinieri, poi convinti a desistere da un funzionario della metropolitana a conoscenza della vera identità dell'artista. In tale occasione, il cantautore guadagnò l'equivalente di circa dieci euro in mezz'ora, che donò alla fine a un ragazzo di colore che vendeva mimose vicino a lui. Intervistato su questa esperienza, Antonacci criticò il fatto che a Milano, al contrario di Londra, fosse ancora proibito suonare per strada.[16]
- Bruce Springsteen il 23 luglio del 1988 si è esibito per le strade di Copenaghen improvvisando un concerto e suonando I'm on Fire, The River e Dancing in the dark.[17] Lo stesso artista, nel settembre del 2011, si è recato a Boston per vedere il figlio e, in attesa dell'appuntamento, ha suonato in una strada usando una chitarra acustica.[18]
- Il 6 maggio 2015, gli U2 hanno eseguito una loro canzone, camuffati da artisti di strada, alla Grand Central station di New York, per un programma televisivo statunitense.[19]
- il 23 novembre 2017, i Maroon 5 e Jimmy Fallon si sono esibiti in una fermata della metropolitana di New York. I brani suonati sono stati Sugar e una cover di Crazy Little Thing Called Love dei Queen.